# Slepo črevo
Slepo črevo ali cekum (lat. caecum) je začetni del debelega črevesa. Leži za vitim črevesom in pred navzgornjim kolonom. Na prehodu med vitim črevesom in slepim črevesom je ileocekalna zaklopka, ki ločuje oba odseka. V slepo črevo se odpira slepič.
Pri človeku je slepo črevo dolgo 6-8 cm in nima pomembnejše funkcije, medtem ko je pri rastlinojedih živalih vrečasto povečano in ima pomembno vlogo pri prebavljanju rastlinske hrane. Pri večini sesalcev leži slepo črevo desno v trebušni votlini; izjema so prašiči, pri katerih se slepo črevo nahaja v levi polovici trebušne votline. Ptice imajo parno slepo črevo.